# Niesuchojeże (gmina)
Niesuchojeże (lub Niesuchoiże) – dawna gmina wiejska istniejąca w latach 1921―1939 w powiecie kowelskiм woj. wołyńskiego; obecnie na Ukrainie. Siedzibą gminy były Niesuchojeże (obecnie Wola).
1 października 1933 z gminy wyłączono wybrane grunty różnych miejscowości i włączono je do gminy miejskiej Kowel.   
Według stanu z dnia 4 stycznia 1936 roku gmina składała się z 16 gromad. Po wojnie obszar gminy Niesuchojeże wszedł w struktury administracyjne Związku Radzieckiego.